# F. A. Lattmann
F. A. Lattmann war ein Verlag mit angegliederter Buchbinderei, Druckerei und Linieranstalt sowie ein Hersteller von Kartenspielen in Goslar. Die Druckermarke des Hauses zeigte einen gewappneten Ritter, in Gold auf einem zitronengelben Rechteck. Der Verlag ist zudem der Gründer der Goslarschen Zeitung.

## Verlagsgeschichte
Die Firma führte ihren Ursprung auf das Geschäft des Druckers Johann Vogt (gestorben 1625) zurück, der um 1604 die erste Druckerei in Goslar betreiben durfte. Über dessen Tochter Kunigunde (* 1603; † 15. Januar 1692) und deren Ehemann (⚭ 1628) Nikolaus Duncker (1602 – 24. März 1671), den Gründer des Goslarschen Bergkalenders, kam die Druckerei, die bis 1692 als „Johann Vogt Erben“ firmierte, 1676 an den Sohn Simon Andreas Duncker (1640 – 10. Juni 1708). Von dessen Sohn Johann Philipp Duncker (1675 – 4. April 1753) kam die Druckerei „Simon Andreas Duncker“ an dessen Sohn Georg Barthold Duncker (25. Juni 1713 – 22. Juli 1777), den Enkel Georg August Friedrich Duncker. Letzterer hatte das Unternehmen heruntergewirtschaftet und eine unverheiratete Schwester Friederike Catharine Wilhelmine Duncker erwarb es in der Zwangsversteigerung. Sie heiratete 1783 den Buchdrucker Ernst Wilhelm Gottlieb Kircher (1758–1830).
Kircher sorgte für einen Aufschwung des Unternehmens, indem er 1794 einen Spielkartenverlag integrierte und die Erlaubnis für den Betrieb einer Schriftgießerei erwarb. Die Gießerei trat er später an den Stempelschneider Justus Erich Walbaum ab über den sie in den Besitz von Friedrich Arnold Brockhaus in Leipzig kam. Kircher war es auch, der die erste Zeitung (Goslarsches Wochenblatt) gründete aus der später die Goslarsche Zeitung hervorging. 1820 wurde sein Sohn Johann Friedrich Gottfried Kircher (29. Juli 1794 – 1840) Teilhaber und das Unternehmen firmierte als „E. W. G. Kircher & Sohn“. Von Kirchers Sohn kam die Druckerei durch Verkauf 1827 an Wolrad Philipp Brückner (gestorben am 2. Februar 1837) und über diesen an seinen Sohn, den Verleger Eduard Brückner (23. August 1823 – 3. August 1888). Brückner galt als bedeutender Verleger von Grafiken und Lithografien mit Ansichten vom Harz und von Reiseliteratur.  Joseph Jäger († 1894) übernahm nach diesem die Druckerei und betrieb sie ab 1889 unter dem Namen „J. Jäger & Sohn“ gemeinsam mit seinem Sohn Franz Jäger (* 1859) und verlegte den Firmensitz in die Bäckerstraße. Im Jahr 1855 hatte Jäger zudem eine Graphische Kunstanstalt gründete.

## Familie Lattmann
Hermann Lattmann (um 1839 – 20. Februar 1916) starb im 77. Lebensjahr. Er war seit 1866 in der Spielkartenfabrik seiner früh verwitweten Mutter tätig und übernahm 1898 die Druckerei von „J. Jäger & Sohn“. Lattmann war ein Stiefbruder von Franz Jäger, wurde später der neue Alleinbesitzer des Unternehmens und übertrug 1899 die Leitung seinem Sohn Friedrich Adolf Lattmann (1872–1953), den er zum Mitinhaber der Firma machte. Lattmann erweiterte das Angebot des Unternehmens. Mit dem Jubiläum im Jahr 1904 wurde die Firma in „F. A. Lattmann“ umbenannt. Unter diesem Namen wurde bis zu diesem Zeitpunkt die Herstellung von Spielkarten betrieben. Durch den Zusammenschluss mit der Druckerei konnten die technischen Einrichtungen auch in der Kartenherstellung genutzt werden. Mit der Verschmelzung erfuhr das Unternehmen einen Aufschwung. Es wurden auch Spielkarten mitsamt der Kartenschachteln für das Ausland in Goslar angefertigt. Der Zeitungsverlag wurde abgegeben und es wurden bodenständige Bücher mit künstlerisch gestaltetem Buchschmuck verlegt. Damit gliederte sich das Unternehmen in drei Bereiche: Als älteste die Druckerei mit Buchbinderei, dann die 1818 gegründete Spielkartenfabrik und zuletzt der Heimatbuchverlag. Die Betriebsräume und die Druckerei erstreckten sich in der Bäckerstraße über 8 zusammenhängende Gebäude.
Unter der Leitung von Friedrich Adolf Lattmann erfolgte 1899 ein Umguss der Schriften in der Druckerei, um den Wünschen anderer Verleger nach einer neuzeitlichen künstlerischen Buchausstattung nachzukommen, für die neben dem eignen Verlag (F. A. Lattmann) hier gedruckt wurde. Bei den Weltausstellungen in St. Louis, Paris, Brüssel wurde das Unternehmen 1910 mit einer Goldenen Medaille prämiert. 1914 erhielt es einen Goldenen Preis bei der Internationalen Buchgewerbeschau in Leipzig. Bis zum 1. November 1915 war Curt Richter Mitinhaber der Buchdruckerei F. A. Lattmann. Im Jahr 1921/1922 war die Firma laut Adressbuch des Deutschen Buchhandels in der Bäckerstr. 20/22 in Goslar ansässig und betrieb eine Buchdruckerei und Buchbinderei, vertrieb Spielkarten in allen gebräuchlichen Sorten (nur direkt ab Goslar erhältlich). 1926 gab Lattmann in einem Geschäftsrundschreiben bekannt, dass sein Schwiegersohn Wilhelm Redicker Teilhaber der Firma wurde. Vermutlich war das Unternehmen noch bis 1933 aktiv, die Spielkartenfabrikation wurde im November 1929 eingestellt. Sowohl Lattmann, als auch sein Schwiegersohn sind im Adressbuch von 1928 noch als Eigentümer der Verlagsbuchhandlung und der Druckerei verzeichnet. Das Unternehmen war als Mitglied des Börsenvereins der Deutschen Buchhändler zu Leipzig und eines anerkannten Kreisvereins gekennzeichnet. Der Handlungsbevollmächtigte war der Verleger August Thuhoff, der im Jahr 1934 den Verlag gründete.

## Dreihundertjahrfeier

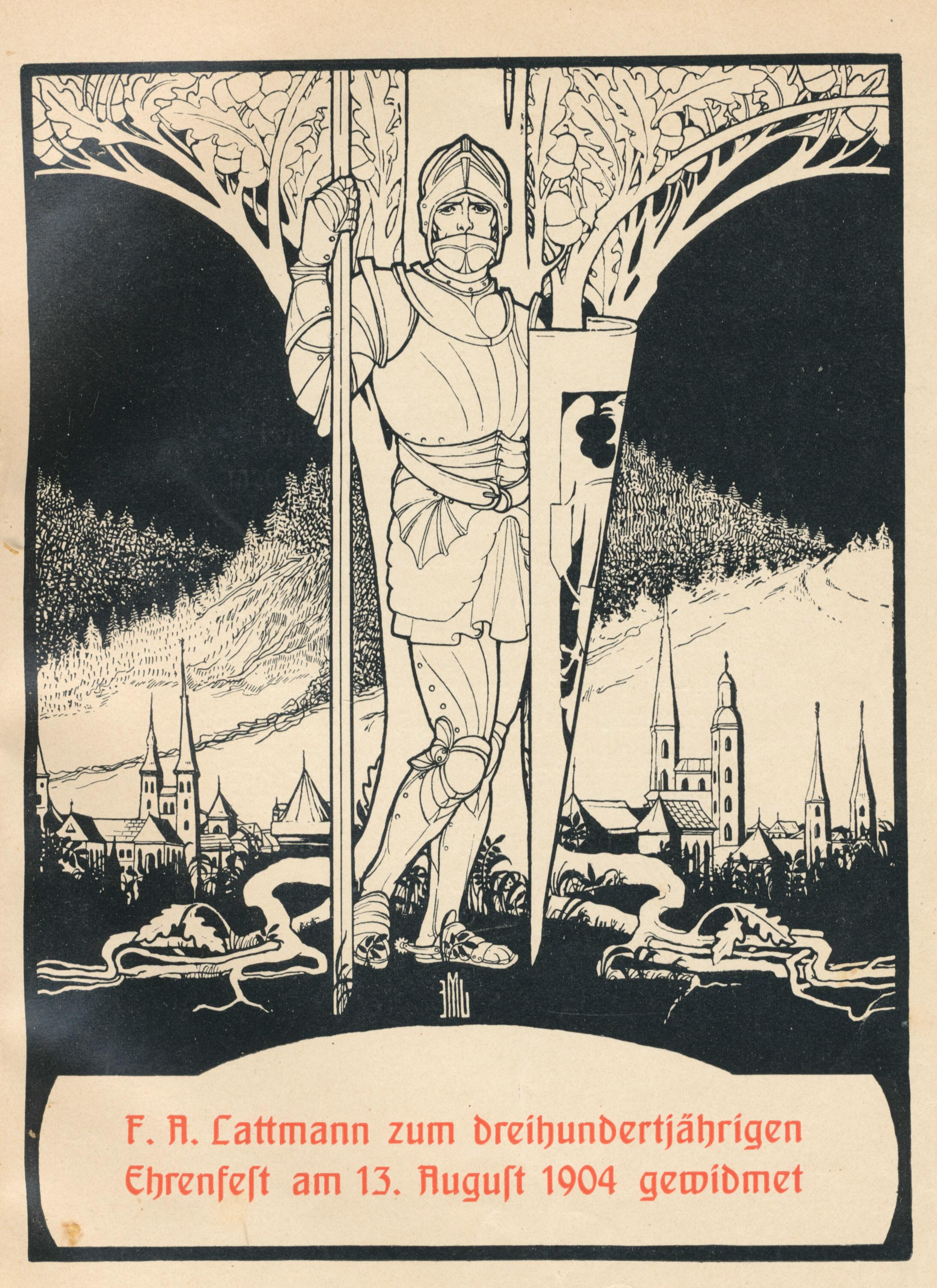
Ephraim Moses Lilien (1874–1925)

Im Jahr 1904 feierte die Firma F. A. Lattmann ihr 300-jähriges Bestehen. Der Goslarsche Bergkalender wurde bis dahin ununterbrochen seit 255 Jahren im Quartformat und die Goslarsche Zeitung 121 Jahre gedruckt und herausgegeben. Das Adressbuch von Goslar wurde ebenfalls seit seinem Bestehen verlegt. Zur Firma gehörte 1904 auch eine gut eingerichtete Buchbinderei, eine Kunstanstalt und die Spielkartenfabrik, die zu den ältesten in Deutschland zählte und deren Erzeugnisse bis weit über die Grenzen Deutschland Absatz fanden. Die Spielkartenfabrik gab unter anderem eine in Dreifarbenbuchdruck ausgeführte Künstler-Spielkarte heraus, deren Originale von Künstlern gestaltet wurden.

Spielkarten
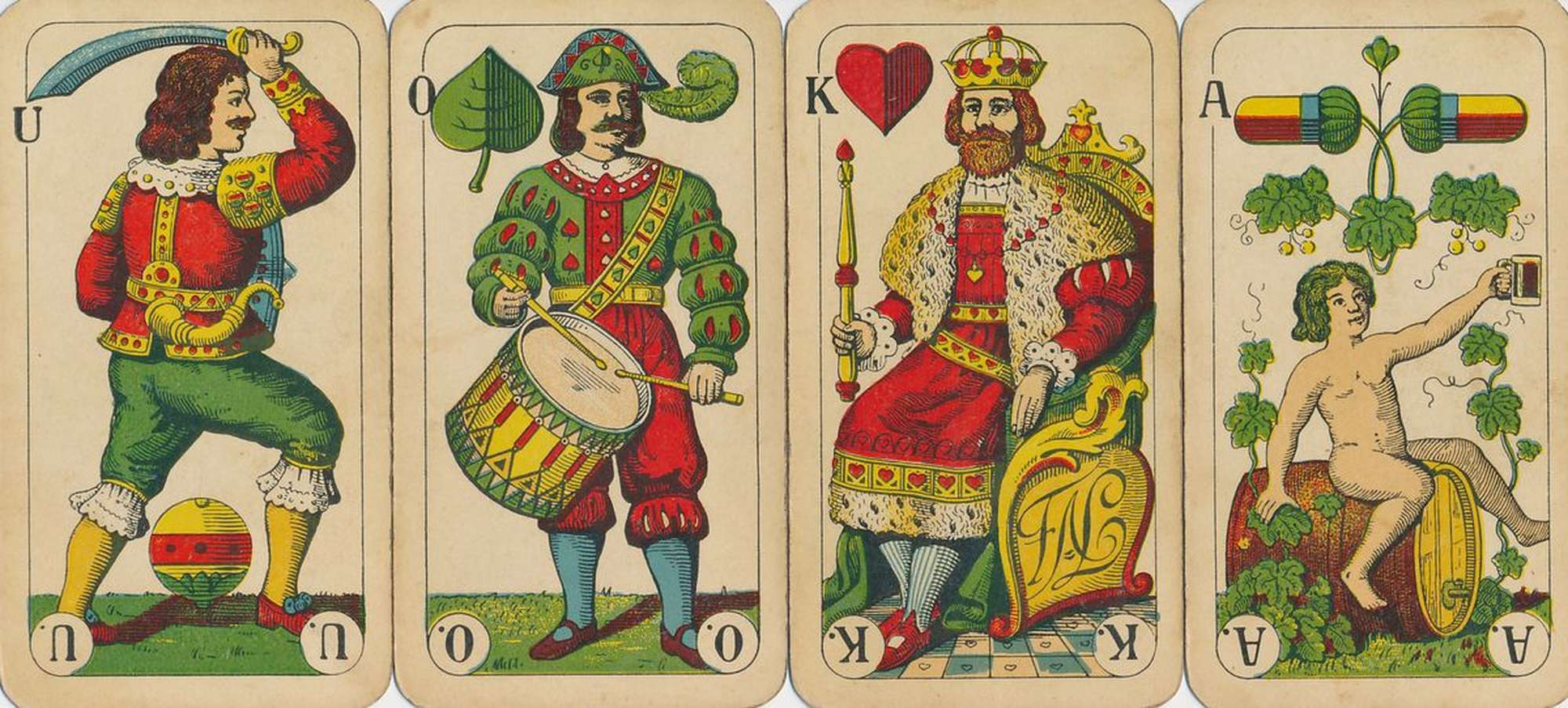
Bayrisches Einfachbild
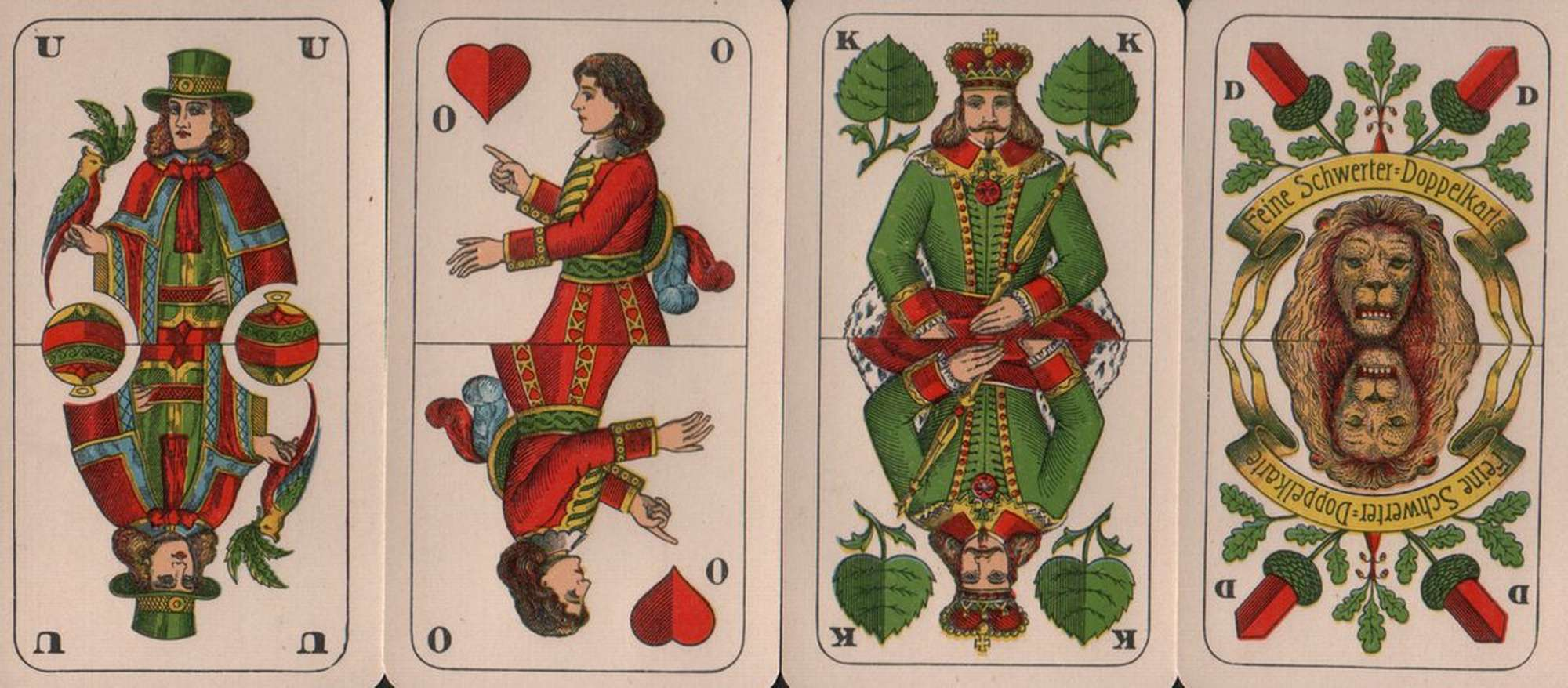
Sächsisches Doppelbild
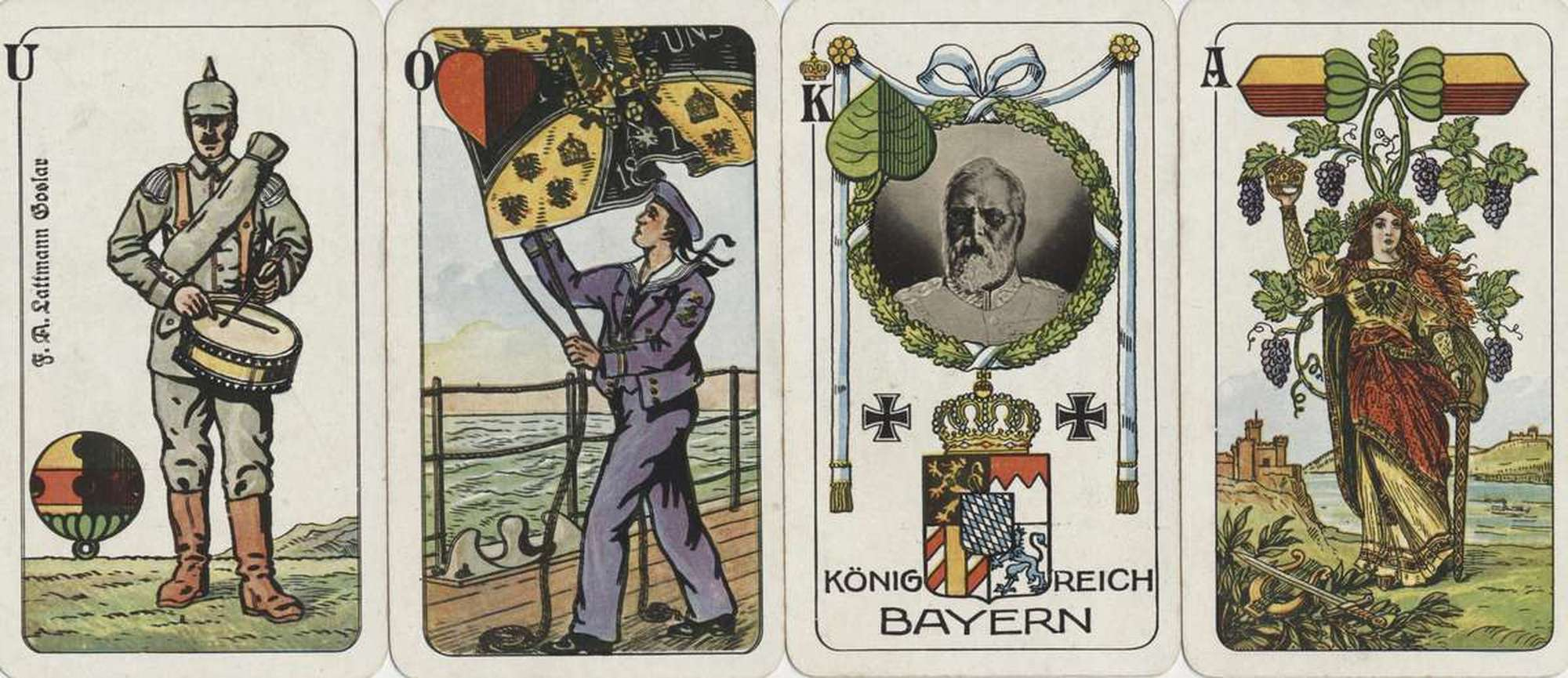
Deutsche Heereskarte

## Veröffentlichungen (Auswahl)
Der Verlag gab unter anderem Werke von Börris Freiherr von Münchhausen, Wilhelm Schaer (Heimatliebe, Sachsentreue oder Am Herdfeuer), Frida Schanz und anderen heraus.
- Friedrich Adolf Lattmann: Zur Reform im Buch-Gewerbe. In: Deutsche Kunst und Dekoration. Band IV: April 1899 – September 1899. Darmstadt 1899, S. 525–528 (Textarchiv – Internet Archive).
- Maria Janitschek: Kinder der Sehnsucht. F. A. Lattmann, Goslar 1901.
- Theodor Asche: Geschichts-Kulturbilder und Sagen aus Goslars Vergangenheit  F. A. Lattmann, Goslar / Berlin / Leipzig 1901 (archive.org).
- Die 300jährige Geschichte des Hauses F. A. Lattmann zu Goslar bis zur Jetztzeit. Mit Kunst- und Sonderbeilagen und zahlreichen Illustrationen. Verlag von F. A. Lattmann, Goslar August 1904.
- Clara Müller-Jahnke: Ich bekenne. Die Geschichte einer Frau. F. A. Lattmann Verlag, Berlin 1904.
- Edgar Alfred Regener: E. M. Lilien – ein Beitrag zur Geschichte der zeichnenden Künste. F. A. Lattmann, Goslar 1905 (archive.org).
- Balladen von Börries Freiherrn von Münchhausen. Zweite veränderte und vermehrte Auflage. F. A. Lattmann Verlag, Berlin 1906.
- Friedrich Adolf Lattmann: Von der Spielkarte, ihrer Geschichte und ihrer Entwicklung. F. A. Lattmann, Goslar 1926.
- Magistrat der Stadt Goslar: Hat der Goslarer Reichsehrenhain-Vorschlag seine Eignung erwiesen? Die deutsche Presse über die Morgenandacht der Zwanzigtausend in der Goslarer Ratsgrube anläßlich der Tagung des Vereins für das Deutschtum im Ausland. Pfingsten 1927 (archive.org).
- Otto Flachsbart: Geschichte der Goslarer Wasserwirtschaft. Eine Untersuchung über Wesen und Bedeutung der Wasserwirtschaft in der deutschen Stadtgeschichte. F. A. Lattmann, Goslar am Harz 1928 (archive.org).